# Liste der denkmalgeschützten Objekte in St. Jakob in Defereggen
Die Liste der denkmalgeschützten Objekte in St. Jakob in Defereggen enthält die 26 unbeweglichen denkmalgeschützten Objekte der Osttiroler Gemeinde St. Jakob in Defereggen.

## Denkmäler
| Foto |                 | Denkmal                                                                            | Standort                                                     | Beschreibung | Metadaten |
| ---- | --------------- | ---------------------------------------------------------------------------------- | ------------------------------------------------------------ | --- | --- |
| ja   | Datei hochladen | Kath. Filialkirche hl. Leonhard HERIS-ID: 6713 Objekt-ID: 2594 TKK: 19851          | Außerrotte Standort KG: St. Jakob in Defereggen              | Die Filialkirche zum Heiligen Leonhard wurde in der zweiten Hälfte des 15. Jahrhunderts errichtet. Im 18. Jahrhundert erfolgte die Barockisierung der Kirche, im 19. Jahrhundert wurde sie regotisiert, wobei zwischen 1954 und 1960 alle spätgotischen Merkmale freigelegt wurden. | BDA-Hist.: Q37925625 Status: § 2a Stand der BDA-Liste: 2025-06-30 Name: Kath. Filialkirche hl. Leonhard GstNr.: 1923 Kirche St. Leonhard, St. Jakob in Defereggen                                                      |
| ja   | Datei hochladen | Bauernhaus Jagerreith HERIS-ID: 6718 Objekt-ID: 2599 TKK: 17714                    | Feistritz 13 Standort KG: St. Jakob in Defereggen            | Das Bauernhaus Jagerreith wurde erstmals 1558 als „Jager-Raut“ genannt. | BDA-Hist.: Q37925988 Status: Bescheid Stand der BDA-Liste: 2025-06-30 Name: Bauernhaus Jagerreith GstNr.: 1859, .35/4 Bauernhaus Jagerreith (St. Jakob in Defereggen)                                                  |
| ja   | Datei hochladen | Wohngebäude des Paarhofes Außer-Hirber HERIS-ID: 6722 Objekt-ID: 2603 TKK: 17687   | Innerrotte 3 Standort KG: St. Jakob in Defereggen            | Der Paarhof Außer-Hirber war ein Teilgut der 1560 erstmals genannten Schwaige „an der Hürben“. Das Wohnhaus des Paarhofes hat sich in seiner Erscheinungsform des 19. Jahrhunderts bewahrt, wobei ein älterer Baukern erhalten ist. Das Wirtschaftsgebäude des Hofes stammt aus dem 19. Jahrhundert. | BDA-Hist.: Q37926269 Status: Bescheid Stand der BDA-Liste: 2025-06-30 Name: Wohngebäude des Paarhofes Außer-Hirber GstNr.: .90 Wohngebäude Außerhirber                                                                 |
| ja   | Datei hochladen | Bauernhof, Ensemble Hirbe HERIS-ID: 59230 Objekt-ID: 70316                         | Innerrotte 14 Standort KG: St. Jakob in Defereggen           | Die denkmalgeschützte Hofgruppe Hirbe besteht aus einem Knappenhaus aus der ersten Hälfte des 17. Jahrhunderts, dem Paarhof Mitter-Hirber mit Bauteilen aus dem 16. bis 17. Jahrhundert, einem Wirtschaftsgebäude aus dem 17. Jahrhundert und einem Wagenschuppen aus der ersten Hälfte des 20. Jahrhunderts.                                                                                                 | BDA-Hist.: Q38086378 Status: Bescheid Stand der BDA-Liste: 2025-06-30 Name: Bauernhof, Ensemble Hirbe GstNr.: .113/3, .442, .115, .116, .117, .113/1, .114/1, .114/2, .113/2 Bauernhof Hirbe (St. Jakob in Defereggen) |
| ja   | Datei hochladen | Jagdhausalm, Jagdhaus 1 HERIS-ID: 40125 Objekt-ID: 40019 TKK: 17745                | Jagdhaus 1 Standort KG: St. Jakob in Defereggen              | Die Jagdhausalm gehört zu den ältesten Almen Österreichs. Sie besteht aus 16 Steinhäusern, die alle unter Denkmalschutz stehen, und einer Kapelle. | BDA-Hist.: Q64692031 Status: Bescheid Stand der BDA-Liste: 2025-06-30 Name: Jagdhausalm, Jagdhaus 1 GstNr.: 1793, 1901 Jagdhaus 1 (Jagdhausalm)                                                                        |
| ja   | Datei hochladen | Jagdhausalm, Jagdhaus 2 HERIS-ID: 40130 Objekt-ID: 40024 TKK: 17741                | Jagdhaus 2 Standort KG: St. Jakob in Defereggen              | → Hauptartikel : Jagdhausalm f1 | BDA-Hist.: Q64692036 Status: Bescheid Stand der BDA-Liste: 2025-06-30 Name: Jagdhausalm, Jagdhaus 2 GstNr.: 1907 Jagdhaus 2 (Jagdhausalm)                                                                              |
| ja   | Datei hochladen | Jagdhausalm, Jagdhaus 3 HERIS-ID: 40131 Objekt-ID: 40025 TKK: 17735                | Jagdhaus 3 Standort KG: St. Jakob in Defereggen              | → Hauptartikel : Jagdhausalm f1 | BDA-Hist.: Q64692037 Status: Bescheid Stand der BDA-Liste: 2025-06-30 Name: Jagdhausalm, Jagdhaus 3 GstNr.: 1908 Jagdhaus 3 (Jagdhausalm)                                                                              |
| ja   | Datei hochladen | Jagdhausalm, Jagdhaus 4 HERIS-ID: 40132 Objekt-ID: 40026 TKK: 17737                | Jagdhaus 4 Standort KG: St. Jakob in Defereggen              | → Hauptartikel : Jagdhausalm f1 | BDA-Hist.: Q64692038 Status: Bescheid Stand der BDA-Liste: 2025-06-30 Name: Jagdhausalm, Jagdhaus 4 GstNr.: 1909, 1792 Jagdhaus 4 (Jagdhausalm)                                                                        |
| ja   | Datei hochladen | Jagdhausalm, Jagdhaus 5 HERIS-ID: 40135 Objekt-ID: 40029 TKK: 17736                | Jagdhaus 5 Standort KG: St. Jakob in Defereggen              | → Hauptartikel : Jagdhausalm f1 | BDA-Hist.: Q64692041 Status: Bescheid Stand der BDA-Liste: 2025-06-30 Name: Jagdhausalm, Jagdhaus 5 GstNr.: 1912 Jagdhaus 5 (Jagdhausalm)                                                                              |
| ja   | Datei hochladen | Jagdhausalm, Jagdhaus 6 HERIS-ID: 7246 Objekt-ID: 3140 TKK: 17733                  | Jagdhaus 6 Standort KG: St. Jakob in Defereggen              | → Hauptartikel : Jagdhausalm f1 | BDA-Hist.: Q64692030 Status: Bescheid Stand der BDA-Liste: 2025-06-30 Name: Jagdhausalm, Jagdhaus 6 GstNr.: 1913 Jagdhaus 6 (Jagdhausalm)                                                                              |
| ja   | Datei hochladen | Jagdhausalm, Jagdhaus 7 HERIS-ID: 40136 Objekt-ID: 40031 TKK: 17730                | Jagdhaus 7 Standort KG: St. Jakob in Defereggen              | → Hauptartikel : Jagdhausalm f1 | BDA-Hist.: Q64692042 Status: Bescheid Stand der BDA-Liste: 2025-06-30 Name: Jagdhausalm, Jagdhaus 7 GstNr.: 1914 Jagdhaus 7 (Jagdhausalm)                                                                              |
| ja   | Datei hochladen | Jagdhausalm, Jagdhaus 8 HERIS-ID: 40137 Objekt-ID: 40032 TKK: 17732                | Jagdhaus 8 Standort KG: St. Jakob in Defereggen              | → Hauptartikel : Jagdhausalm f1 | BDA-Hist.: Q64692044 Status: Bescheid Stand der BDA-Liste: 2025-06-30 Name: Jagdhausalm, Jagdhaus 8 GstNr.: 1915, 1916 Jagdhaus 8 (Jagdhausalm)                                                                        |
| ja   | Datei hochladen | Jagdhausalm, Jagdhaus 9 HERIS-ID: 40138 Objekt-ID: 40033 TKK: 17731                | Jagdhaus 9 Standort KG: St. Jakob in Defereggen              | → Hauptartikel : Jagdhausalm f1 | BDA-Hist.: Q64692045 Status: Bescheid Stand der BDA-Liste: 2025-06-30 Name: Jagdhausalm, Jagdhaus 9 GstNr.: 1917 Jagdhaus 9 (Jagdhausalm)                                                                              |
| ja   | Datei hochladen | Jagdhausalm, Jagdhaus 10 HERIS-ID: 40139 Objekt-ID: 40034 TKK: 17734               | Jagdhaus 10 Standort KG: St. Jakob in Defereggen             | → Hauptartikel : Jagdhausalm f1 | BDA-Hist.: Q64692046 Status: Bescheid Stand der BDA-Liste: 2025-06-30 Name: Jagdhausalm, Jagdhaus 10 GstNr.: 1918 Jagdhaus 10 (Jagdhausalm)                                                                            |
| ja   | Datei hochladen | Jagdhausalm, Jagdhaus 11 HERIS-ID: 40134 Objekt-ID: 40028 TKK: 17738               | Jagdhaus 11 Standort KG: St. Jakob in Defereggen             | → Hauptartikel : Jagdhausalm f1 | BDA-Hist.: Q64692040 Status: Bescheid Stand der BDA-Liste: 2025-06-30 Name: Jagdhausalm, Jagdhaus 11 GstNr.: 1791, 1911 Jagdhaus 11 (Jagdhausalm)                                                                      |
| ja   | Datei hochladen | Jagdhausalm, Jagdhaus 12 HERIS-ID: 40133 Objekt-ID: 40027 TKK: 17739               | Jagdhaus 12 Standort KG: St. Jakob in Defereggen             | → Hauptartikel : Jagdhausalm f1 | BDA-Hist.: Q64692039 Status: Bescheid Stand der BDA-Liste: 2025-06-30 Name: Jagdhausalm, Jagdhaus 12 GstNr.: 1910 Jagdhaus 12 (Jagdhausalm)                                                                            |
| ja   | Datei hochladen | Jagdhausalm, Jagdhaus 13 HERIS-ID: 40128 Objekt-ID: 40022 TKK: 17743               | Jagdhaus 13 Standort KG: St. Jakob in Defereggen             | → Hauptartikel : Jagdhausalm f1 | BDA-Hist.: Q64692034 Status: Bescheid Stand der BDA-Liste: 2025-06-30 Name: Jagdhausalm, Jagdhaus 13 GstNr.: 1904 Jagdhaus 13 (Jagdhausalm)                                                                            |
| ja   | Datei hochladen | Jagdhausalm, Jagdhaus 14 HERIS-ID: 40129 Objekt-ID: 40023 TKK: 17740               | Jagdhaus 14 Standort KG: St. Jakob in Defereggen             | An Haus wurde im 19. Jhdt. eine Kapelle angebaut. Die Kapelle ist im Bescheid der Unterschutzstellung des Hauses ausdrücklich erwähnt. | BDA-Hist.: Q64692035 Status: Bescheid Stand der BDA-Liste: 2025-06-30 Name: Jagdhausalm, Jagdhaus 14 GstNr.: 1906, 1905 Jagdhaus 14 incl. Chapel (Jagdhausalm)                                                         |
| ja   | Datei hochladen | Jagdhausalm, Jagdhaus 15 HERIS-ID: 40127 Objekt-ID: 40021 TKK: 17742               | Jagdhaus 15 Standort KG: St. Jakob in Defereggen             | → Hauptartikel : Jagdhausalm f1 | BDA-Hist.: Q64692033 Status: Bescheid Stand der BDA-Liste: 2025-06-30 Name: Jagdhausalm, Jagdhaus 15 GstNr.: 1903 Jagdhaus 15 (Jagdhausalm)                                                                            |
| ja   | Datei hochladen | Jagdhausalm, Jagdhaus 16 HERIS-ID: 40126 Objekt-ID: 40020 TKK: 17744               | Jagdhaus 16 Standort KG: St. Jakob in Defereggen             | → Hauptartikel : Jagdhausalm f1 | BDA-Hist.: Q64692032 Status: Bescheid Stand der BDA-Liste: 2025-06-30 Name: Jagdhausalm, Jagdhaus 16 GstNr.: 1902 Jagdhaus 16 (Jagdhausalm)                                                                            |
| ja   | Datei hochladen | Kapelle Mariahilf HERIS-ID: 6714 Objekt-ID: 2595 TKK: 17653                        | nördlich Oberrotte 92 Standort KG: St. Jakob in Defereggen   | Die Kapelle Maria-Hilf wurde 1785 fast zur Gänze erneuert und verfügt in ihrem schlichten Inneren über ein von einem Strahlenkranz umgebenes Marienbild sowie Glasfenster mit den Motiven von Gnadenbildern aus umliegenden Marienwallfahrtsorten. | BDA-Hist.: Q1896561 Status: § 2a Stand der BDA-Liste: 2025-06-30 Name: Kapelle Mariahilf GstNr.: 1927 Mariahilf-Kapelle Rinderschinken                                                                                 |
| ja   | Datei hochladen | Handelhaus HERIS-ID: 6716 Objekt-ID: 2597 TKK: 13615                               | Unterrotte 2 Standort KG: St. Jakob in Defereggen            | Das Handelhaus wurde 1627 errichtet und diente als Betriebs- und Verwaltungsgebäude der Bergwerksgesellschaft. Das Handel- oder auch Knappenhaus genannte Gebäude ist außen durch eine Sonnenuhr geschmückt und dient heute als Verwaltungs- und Wohnhaus; bis 2011 war auch ein Postamt darin untergebracht.                                                                                                 | BDA-Hist.: Q37925844 Status: Bescheid Stand der BDA-Liste: 2025-06-30 Name: Handelhaus GstNr.: .170 Knappenhaus St. Jakob in Defereggen                                                                                |
| ja   | Datei hochladen | Friedhof und Friedhofskapelle HERIS-ID: 6711 Objekt-ID: 2592 TKK: 104278           | neben Unterrotte 7 Standort KG: St. Jakob in Defereggen      | Der Friedhof der Gemeinde St. Jakob befindet sich nördlich der Pfarrkirche am ehemaligen Gelände der alten Pfarrkirche. Der Friedhof beherbergt eine Friedhofskapelle, die Unserer Lieben Frau Maria Lourdes geweiht ist und in den Jahren 1833 bis 1834 errichtet wurde. | BDA-Hist.: Q98590089 Status: § 2a Stand der BDA-Liste: 2025-06-30 Name: Friedhof und Friedhofskapelle GstNr.: 1925 Friedhof St. Jakob in Defereggen                                                                    |
| ja   | Datei hochladen | Bauernhaus Peters HERIS-ID: 6717 Objekt-ID: 2598 TKK: 17684                        | Unterrotte 35 Standort KG: St. Jakob in Defereggen           | Das Bauernhaus Peters entstand aus der Teilung der Schwaige Obkirchen, wobei die Bebauung urkundlich aus dem Jahr 1780 belegt ist. Ursprünglich wurde das Gebäude vermutlich im 17. Jahrhundert als Doppelwohnhaus mit Mittelflurgrundriss angelegt. | BDA-Hist.: Q37925908 Status: Bescheid Stand der BDA-Liste: 2025-06-30 Name: Bauernhaus Peters GstNr.: 1948 Unterrotte 35 (St. Jakob in Defereggen)                                                                     |
| ja   | Datei hochladen | Kriegerdenkmal HERIS-ID: 6712 Objekt-ID: 2593 TKK: 17675                           | gegenüber Unterrotte 47 Standort KG: St. Jakob in Defereggen | Das Kriegerdenkmal befindet sich westlich der Pfarrkirche zwischen zwei Linden. Es wurde 1927 in Erinnerung an die Toten des Ersten Weltkriegs errichtet und 1951 um die Opfer des Zweiten Weltkriegs erweitert. Das Denkmal stellt die überlebensgroße Darstellung eines Kaiserjägers in Bronze dar. | BDA-Hist.: Q1407184 Status: § 2a Stand der BDA-Liste: 2025-06-30 Name: Kriegerdenkmal GstNr.: .554 Kriegerdenkmal (St. Jakob in Defereggen)                                                                            |
| ja   | Datei hochladen | Kath. Pfarrkirche hl. Jakobus der Ältere HERIS-ID: 6493 Objekt-ID: 2373 TKK: 18449 | gegenüber Unterrotte 54 Standort KG: St. Jakob in Defereggen | Die Pfarrkirche zum Heiligen Jakobus dem Älteren geht auf eine Holzkapelle zurück, die in der zweiten Hälfte des 15. Jahrhunderts durch eine spätgotische, gemauerte Spitzturmkirche ersetzt wurde. Zwischen 1827 und 1830 wurde anstatt der spätgotischen Kirche ein Neubau errichtet. Das Innere der Pfarrkirche ist der Verherrlichung Christi als König gewidmet (Fresken von Johann Baptist Oberkofler). | BDA-Hist.: Q37909146 Status: § 2a Stand der BDA-Liste: 2025-06-30 Name: Kath. Pfarrkirche hl. Jakobus der Ältere GstNr.: 1926 Pfarrkirche St. Jakob in Defereggen                                                      |